# Анањина (Рим)
Анањина је насеље у Италији у округу Рим, региону Лацио.
Према процени из 2011. у насељу је живело 39 становника. Насеље се налази на надморској висини од 457 м.